# Natalja Anojkina
Natalja Valerjevna Anojkina (Russisch: Наталья Валерьевна Анойкина; geboortenaam: Мясоедова; Mjasoedova) (Krasnojarsk, 13 februari 1987) is een Russisch basketbalspeelster die uitkomt voor het nationale team van Rusland. Ze is Meester in de sport van Rusland.

## Carrière
Anojkina begon haar carrière in 2003 bij Sjelen Krasnojarsk. In 2008 ging ze naar Dinamo-GUVD Novosibirsk. In 2009 stapte ze over naar Nadezjda Orenburg. Met die club speelt ze in 2010 de finale van de EuroCup Women. Ze verliezen van Sony Athinaikos Byron uit Griekenland. De eerste wedstrijd verloren ze met 57-65. De tweede wedstrijd wonnen ze met 57-53, maar dat was niet genoeg voor de eindoverwinning. In 2010 keerde ze terug naar Dinamo-GUVD Novosibirsk. In 2013 ging ze terug naar Nadezjda Orenburg. In 2014 verhuisde ze naar UMMC Jekaterinenburg. Met die club werd ze Landskampioen van Rusland in 2015. Ook speelt ze in 2015 de finale om de EuroLeague Women. Ze verliezen van ZVVZ USK Praag uit Tsjechië met 68-72. In 2015 keerde ze voor de derde keer terug naar Nadezjda Orenburg. In 2017 keerde ze terug naar de club waar ze begon, Jenisej Krasnojarsk. In 2018 stapte ze over naar Dinamo Koersk. In 2019 verloor Anojkina met Dinamo de finale om de EuroLeague Women. Ze verloren van UMMC Jekaterinenburg uit Rusland met 67-91. In 2020 won Anojkina met Dinamo de Beker van Rusland. Met Dinamo won ze het Landskampioenschap van Rusland in 2022.
Met Rusland won Anojkina goud op het Europees Kampioenschap in 2011.

## Privé
Ze is getrouwd met volleyballer Sergej Anojkina.

## Erelijst
- Landskampioen Rusland: 2
  - Winnaar: 2015, 2022
  - Tweede: 2014, 2016, 2019, 2021
  - Derde: 2010, 2017
- Bekerwinnaar Rusland: 1
  - Winnaar: 2020
  - Runner-up: 2019, 2021
- EuroLeague Women:
  - Runner-up: 2015, 2019
- EuroCup Women:
  - Runner-up: 2010
- Europees Kampioenschap: 1
  - Goud: 2011